# Complex Olímpic de la Zona Costanera de Faliro

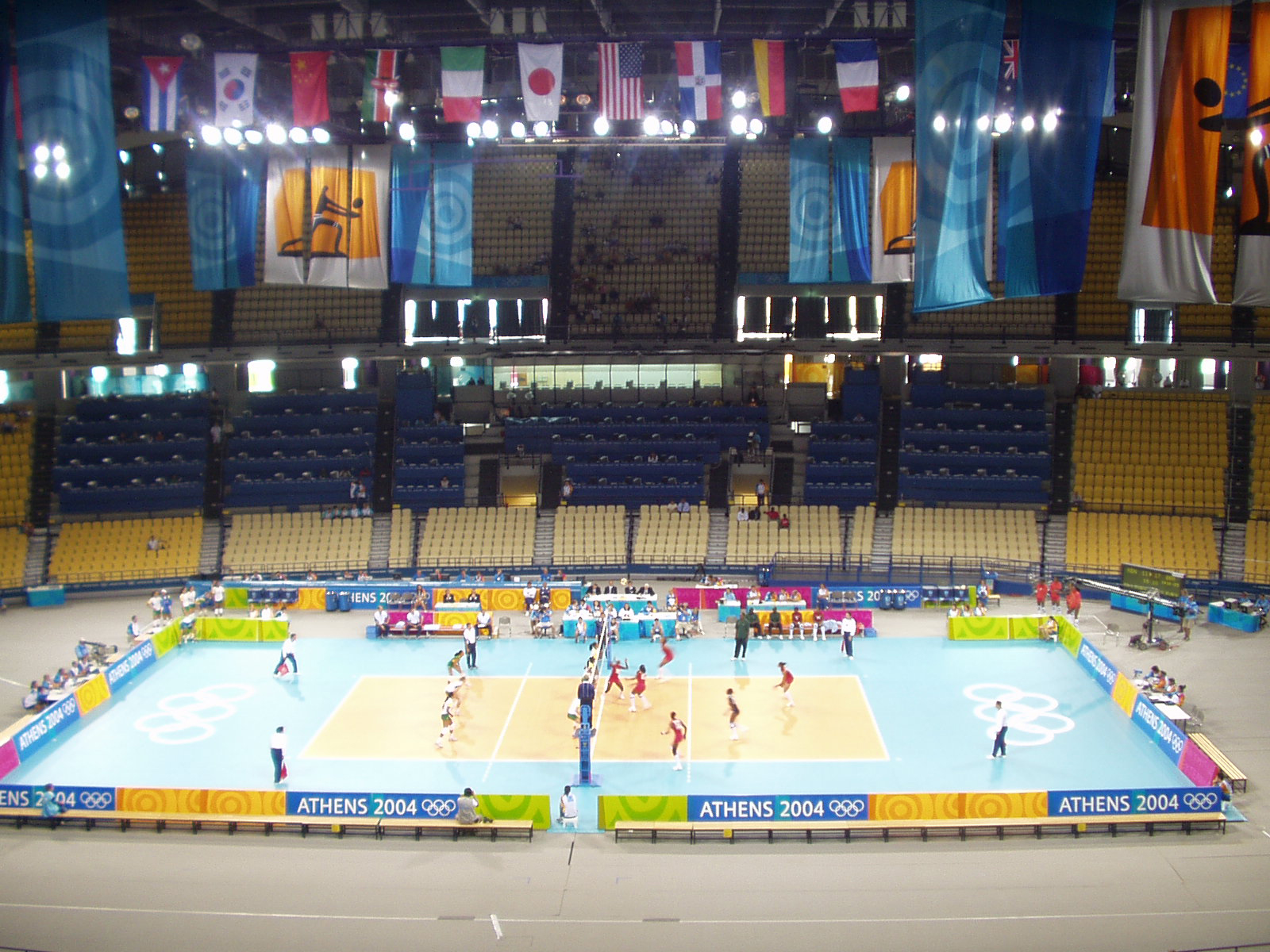
Imatge de la competició de voleibol durant els Jocs Olímpics d'estiu de 2004.

El Complex Olímpic de la Zona Costanera de Faliro és una àrea esportiva situada a Faliro, a prop d'Atenes a Grècia. Consta de dos espais interiors i un estadi de voleibol platja. Va ser seu de les competicions d'handbol, taekwondo i voleibol durant els Jocs Olímpics d'Estiu de 2004 a Atenes.

## Estadi de la Pau i l'Amistat
L'Estadi de la Pau i l'Amistat, conegut amb el nom de S.E.F. (Stadio Erinis & Filias - grec: Στάδιο Ειρήνης και Φιλίας) és un pavelló poliesportiu en el qual es  realitzaren les competicions masculina i femenina de voleibol als Jocs Olímpics d'estiu.
El pavelló fou inaugurat l'any 1985 per a la disputa del Campionat d'Europa d'atletisme en Pista Coberta, i des d'aquell moment passà a ser l'escenari de diversos partits, inclosa la final, de l'Eurobasket 1987 disputat a Grècia, del Campionat del Món de bàsquet masculí disputat el 1998 i la Copa Saporta el 1989; el Campionat del Món de voleibol masculí el 1994 i el Campionat d'Europa de voleibol masculí el 1995.
L'abril de l'any 2002 s'inicià una renovació de l'estadi per tal de formar part de les instal·lacions del Jocs Olímpics d'Estiu de 2004, finalitzant les obres el 30 de juny d'aquell any. El nou estadi va ser inaugurat oficialment l'11 d'agost de 2004, poc abans de l'obertura dels Jocs, i té una capacitat de 12.171 seients. Seu del Olympiacos B.C., la capacitat pot augmentar fins als 14.905 espectadors.

## Centre Olímpic de Voleibol platja
El Centre Olímpic de Voleibol platja és un estadi que va acollir la competició de voleibol platja durant la celebració dels Jocs. L'estadi té una capacitat de 9.600 persones, encara que durant els Jocs la capacitat es limità a 7.300 seient. L'estadi va ser inaugurat oficialment el 2 d'agost de 2004, unes setmanes abans dels Jocs Olímpics, encara que els assaigs es van celebrar en el lloc un any abans.

## Pavelló d'Esports
El Pavelló d'Esports fou la seu de la fase prèvia de l'handbol, i de la competició completa de taekwondo. La construcció ja es va acabar el 20 de desembre de 2003, si bé no es va inaugurar oficialment fins al 12 d'agost de 2004. Amb una capacitat actual de 8.100 seients, durant els Jocs tenia una capacitat de 5.800 espectadors.